# Merveilles l'espace
merveilles l'espace —en español: «maravillas del espacio»— es el tercer vídeo en vivo de la banda japonesa Malice Mizer. Es la publicación de los conciertos que tuvieron lugar los días 1 de abril y 22 de julio de 1998 pertenecientes al 1998 TOUR 「merveilles ～Shūen to kisū～」, gira basada en el álbum "merveilles". Contó con una gran escenografía, trajes coloridos y con diseños típicos de la escena Visual kei. El video fue lanzado en formato VHS en octubre de 1998, fue relanzado en marzo de 2002 en formato DVD.

## Lista de canciones
| Lista de canciones |                                                                             |                      |                      |          |  |
| N.º                | Título                                                                      | Letras               | Música               | Duración |  |
| 1.                 | «Bois de merveilles»                                                        | Gackt                | Malice Mizer         | 2:21     |  |
| 2.                 | «S-CONSCIOUS»                                                               | Gackt                | Mana                 | 3:52     |  |
| 3.                 | «ILLUMINATI»                                                                | Gackt                | Közi                 | 5:10     |  |
| 4.                 | «目醒めの螺旋 (Mezame no rasen)»                                            | Mozart, Malice Mizer | Mozart, Malice Mizer | 3:41     |  |
| 5.                 | «~de merveilles»                                                            |                      | Mana                 | 1:23     |  |
| 6.                 | «Syunikiss～二度目の哀悼～ (Syunikiss ~nidome no aitou~)»                   | Gackt                | Yu~ki                | 4:16     |  |
| 7.                 | «月下の夜想曲 (Gekka no yasoukyoku)»                                        | Gackt                | Közi                 | 3:42     |  |
| 8.                 | «ヴェル・エール～空白の瞬間の中で～ (Bel Air ~kuuhaku no toki no naka de~)» | Gackt                | Mana                 | 5:08     |  |
| 9.                 | «エーゲ～過ぎ去りし風と共に～ (E-GE ~sugisarishi kaze to tomo ni~)»         | Gackt                | Mana                 | 4:53     |  |
| 10.                | «波紋/協奏曲 (Hamon/kyousoukyoku)»                                          |                      | Gackt, Kami          | 10:00    |  |
| 11.                | «→>>8<<←»                                                                   |                      | Yu~ki                | 4:33     |  |
| 12.                | «月下の夜想曲 de l'image (Gekka no yasoukyoku de l'image)»                  | Gackt                | Közi                 | 0:38     |  |
| 13.                | «Ju te veux»                                                                | Gackt                | Közi                 | 4:39     |  |
| 14.                | «Brise»                                                                     | Gackt                | Közi                 | 4:51     |  |
| 15.                | «Au revoir»                                                                 | Gackt                | Mana                 | 5:45     |  |
| 16.                | «Le ciel»                                                                   | Gackt                | Gackt                | 7:55     |  |
| 17.                | «Bois de merveilles»                                                        | Gackt                | Malice Mizer         | 4:29     |  |
| 73:56              |                                                                             |                      |                      |          |  |